# Хелленс, Яльмар Фёдорович
Барон Яльмар Фёдорович фон Хелленс (13 июня 1869 — 24 мая 1953) — генерал-майор Российской императорской армии, участник Первой мировой войны. После Октябрьской революции эмигрировал в Финляндию. Обладатель Георгиевского оружия (1915).

## Биография
Яльмар Хелленс родился 13 июня 1869 года в дворянской семье барона Ларса Теодора фон Хелленса (1826—1896), который был финским сенатором. По вероисповеданию был лютеранином. Окончил Финляндский кадетский корпус.
1 сентября 1887 года вступил на службу в Российскую императорскую армию. В 1889 году окончил Пажеский корпус, из которого был выпущен в лейб-гвардии 4-й стрелковый батальон (позже формирование было преобразовано в полк). 10 августа 1889 года получил старшинство в чине подпоручика гвардии, 10 августа 1893 года получил старшинство в чине поручика гвардии, 6 декабря 1899 года получил старшинство в чине штабс-капитана, 10 август 1901 года получил старшинство в чине капитана, 29 марта 1909 года получил старшинство в чине полковника. По состоянию на 1 марта 1914 года служил в том же полку и том же чине.
Принимал участие в Первой мировой войне. В январе 1915 года был временно командующим лейб-гвардии 4-го стрелкового полка. По состоянию на 19 марта 1915 года служил там же и в том же чине. С 19 марта 1915 года по 7 апреля 1916 года был командиром 4-го пехотного Копорского полка. 15 июня 1916 года «за боевые отличия» был произведён в генерал-майоры, со старшинством с 31 марта 1915 года и был утверждён в должности командира бригады. С 7 апреля 1916 года по 10 октября 1917 года был командиром бригады в 12-й Сибирской стрелковой дивизии. По состоянию на 10 июля 1916 года служил в той же должности и том же чине. С 10 октября 1917 года был командующим 108-й пехотной дивизией. После Октябрьской революции эмигрировал в Финляндию. Скончался 24 мая 1953 года в Хельсинки.

## Награды
Барон Яльмар Фёдорович фон Хелленс был удостоен следующих наград:
- Георгиевское оружие (3 января 1915) — «за атаку в бою 28-го Августа 1914 года, выс. 107,6 при кол. Грабувка Б., во время которой было захвачено 1200 пленных, 2 орудия и 3 зарядных ящика. За то, что в бою, 21-го Сентября 1914 года при отходе полка с позиций у дер. Черников, в полном порядке собрал свой баталион у дер. Окалин и прорвался со знаменной 8-й и остальными ротами баталиона под сильнейшим шрапнельным, пулеметным и ружейным огнем сквозь наступавшего сильнейшаго противника и занял позицию у дер. Доброцице»;
- Орден Святого Владимира 3-й степени (1913); мечи к ордену (26 ноября 1914);
- Орден Святого Владимира 4-й степени (6 декабря 1913); мечи и бант к ордену (3 марта 1915);
- Орден Святой Анны 2-й степени с мечами (12 февраля 1915);
- Орден Святой Анны 3-й степени (1901); мечи и бант к ордену (9 февраля 1915);
- Орден Святого Станислава 1 степени с мечами (1 сентября 1916);
- Орден Святого Станислава 2-й степени (1903); мечи к ордену (8 апреля 1915);
- Высочайшее благоволение (30 апреля 1915) — «за отличия в делах».